# Airline Catering Association
Die Airline Catering Association (ACA) mit Sitz in Brüssel, Belgien, ist ein globaler Branchenverband von Unternehmen in der Airline-Catering-Branche. Die internationale gemeinnützige Organisation repräsentiert und fördert die gemeinsamen Interessen der Airline-Catering-Branche. Die ACA legt ihren Fokus insbesondere auf rechtliche, Lebensmittelqualität- und Sicherheits-Bezogene, steuerrechtliche und umweltpolitische Angelegenheiten.

## Geschichte
Die Airline Catering Association wurde im Februar 2018 von fünf großen Airline-Catering-Unternehmen gegründet, diese sind wie folgt: DO & CO, Dnata, Gategroup, LSG Sky Chefs und Newrest. Der Verband legt seinen Schwerpunkt auf regulatorische Herausforderungen in der europäischen Union. Mittelfristig konzentriert sich der Verband außerdem auf eine Erweiterung der globalen Reichweite seiner Aktivitäten und Initiativen.

## Prioritäten

### EU-Verbot für Wegwerfprodukte aus Plastik
Im Oktober 2018 stimmte das Europäische Parlament für ein Verkaufsverbot von Einweg-Kunststoffartikeln bis 2021. Demnach sollen Einweg-Kunststoffprodukte wie Teller, Besteck oder Strohhalme bis 2021 verboten werden. Fluggesellschaften und Catering-Services benutzen Einweg-Kunststoffprodukte an Bord von Passagierflugzeugen aufgrund ihrer niedrigen Kosten, ihres geringen Gewichts und ihrer einfachen Handhabung.
Nach den derzeit geltenden europäischen Vorschriften für internationale Küchenabfälle (ICW) müssen Fluggesellschaften alle Küchenabfälle, die außerhalb der EU-Grenzen kommen verbrennen oder auf einer tiefen Deponie entsorgen um Krankheiten zu verhindern. Zudem wenden viele Aufsichtsbehörden das Vorsorgeprinzip an und verlangen, dass alle Küchenabfälle unabhängig von ihrer Herkunft verbrannt werden, dies gilt auch für Flüge innerhalb der EU. So ist die ACA zwar nicht gegen die neuen EU-Vorschriften, sie glaubt aber, dass die Vorschriften nur wenig Nutzen für die Umwelt haben werden. Der Verein nimmt zudem an, dass Fluggesellschaften die Kosten für den Ersatz von Einweg-Kunststoffen durch nachhaltige oder biologisch abbaubare Materialien, an ihre Passagiere weitergeben werden würden. Deshalb plant die ACA eine Liste alternativer Materialien zu Kunststoff zu erstellen, welche sich für den Einsatz an Bord in Bezug auf Hygiene, Hochtemperatur-Beständigkeit und Lagerung auf Langstreckenflügen eignen.

## Mitglieder
Die ACA besteht aus insgesamt fünf Mitgliedern, diese sind wie folgt:
- Do & Co
- Dnata
- Gategroup
- LSG Sky Chefs
- Newrest